# ترکیبات آتشبازی
ترکیبات آتشبازی به ماده یا ترکیبی از مواد گفته می‌شود که گرما، نور، صدا، گاز یا دود یا ترکیبی از همه این‌ها درست می‌کند. ترکیبات آتشبازی چون هم حالت انفجاری ندارند و هم واکنش گرمازای شیمیایی به وجود می‌آورند آثار بالا را تولید می‌کنند. مواد آتشبازی به اکسیژن برای واکنش احتیاج ندارند.

## منبع
مشارکت‌کنندگان ویکی‌پدیا. «Pyrotechnic composition». در دانشنامهٔ ویکی‌پدیای انگلیسی، بازبینی‌شده در ۷ اوت ۲۰۰۹.